# Список президентів Домініканської Республіки
Президе́нт Домініка́нської Респу́бліки — глава держави Домініканська Республіка з моменту набуття незалежності 1844 року.
| Ім'я                                                | Початок повноваження                             | Завершення повноважень                           | Примітки                                         |
| Президенти Домініканської Республіки (1844–1861)    | Президенти Домініканської Республіки (1844–1861) | Президенти Домініканської Республіки (1844–1861) | Президенти Домініканської Республіки (1844–1861) |
| --------------------------------------------------- | ------------------------------------------------ | ------------------------------------------------ | ------------------------------------------------ |
| Педро Сантана                                       | 13 листопада 1844                                | 4 серпня 1848                                    |                                                  |
| Рада державних секретарів                           | 4 серпня 1848                                    | 8 вересня 1848                                   |                                                  |
| Мануель Хіменес                                     | 8 вересня 1848                                   | 28 травня 1849                                   |                                                  |
| Буенавентура Баес                                   | 23 вересня 1849                                  | 15 лютого 1853                                   |                                                  |
| Педро Сантана                                       | 15 лютого 1853                                   | 26 травня 1856                                   |                                                  |
| Мануель де Релья Мота                               | 26 травня 1856                                   | 8 жовтня 1856                                    |                                                  |
| Буенавентура Баес                                   | 8 жовтня 1856                                    | 13 червня 1858                                   |                                                  |
| Хосе Десідеріо Вальверде                            | 13 червня 1858                                   | 28 липня 1858                                    |                                                  |
| Педро Сантана                                       | 28 липня 1858                                    | 18 березня 1861                                  |                                                  |
| Генерал-губернатори Санто-Домінго (1861–1865)       |                                                  |                                                  |                                                  |
| Педро Сантана                                       | 18 березня 1861                                  | 20 липня 1862                                    |                                                  |
| Феліпе Ріберо                                       | 20 липня 1862                                    | 22 жовтня 1863                                   |                                                  |
| Карлос де Варгас                                    | 22 жовтня 1863                                   | 30 березня 1864                                  |                                                  |
| Хосе де ла Гандара                                  | 30 березня 1864                                  | 11 липня 1865                                    |                                                  |
| Глави держави Домініканської Республіки (1863–1865) |                                                  |                                                  |                                                  |
| Хосе Антоніо Сальседо                               | 14 вересня 1863                                  | 10 жовтня 1864                                   | Громадянська війна                               |
| Гаспар Поланко                                      | 10 жовтня 1864                                   | 23 січня 1865                                    | Громадянська війна                               |
| Беніньйо Філомено де Рохас                          | 23 січня 1865                                    | 24 березня 1865                                  | Громадянська війна                               |
| Президенти Домініканської Республіки (1865–1916)    |                                                  |                                                  |                                                  |
| Педро Антоніо Піментель                             | 25 березня 1865                                  | 4 серпня 1865                                    |                                                  |
| Буенавентура Баес                                   | 8 грудня 1865                                    | 29 травня 1866                                   |                                                  |
| Тріумвірат                                          | 29 травня 1866                                   | 22 серпня 1866                                   |                                                  |
| Хосе Марія Кабраль                                  | 22 серпня 1866                                   | 31 січня 1868                                    |                                                  |
| Мануель Альтаграсія Касерес                         | 31 січня 1868                                    | 13 лютого 1868                                   |                                                  |
| Військова хунта                                     | 13 лютого 1868                                   | 2 травня 1868                                    |                                                  |
| Буенавентура Баес                                   | 2 травня 1868                                    | 2 січня 1874                                     |                                                  |
| Військове правління                                 | 2 січня 1874                                     | 6 квітня 1874                                    |                                                  |
| Ігнасіо Марія Гонсалес                              | 6 квітня 1874                                    | 23 лютого 1876                                   |                                                  |
| Рада державних секретарів                           | 23 лютого 1876                                   | 29 квітня 1876                                   |                                                  |
| Улісес Франсіско Еспаят                             | 29 квітня 1876                                   | 5 жовтня 1876                                    |                                                  |
| Верховна урядова хунта                              | 5 жовтня 1876                                    | 11 листопада 1876                                |                                                  |
| Буенавентура Баес                                   | 26 грудня 1876                                   | 2 березня 1878                                   |                                                  |
| Сесаріо Гієрмо                                      | 2 березня 1878                                   | 6 липня 1878                                     |                                                  |
| Ігнасіо Марія Гонсалес                              | 6 липня 1878                                     | 2 вересня 1878                                   |                                                  |
| Рада державних секретарів                           | 30 вересня 1878                                  | 27 лютого 1879                                   |                                                  |
| Сесаріо Гієрмо                                      | 27 лютого 1879                                   | 6 грудня 1879                                    |                                                  |
| Грегоріо Луперон                                    | 6 грудня 1879                                    | 1 вересня 1880                                   |                                                  |
| Фернандо Артуро де Меріньйо                         | 1 вересня 1880                                   | 1 вересня 1882                                   |                                                  |
| Улісес Еро                                          | 1 вересня 1882                                   | 1 вересня 1884                                   |                                                  |
| Франсіско Грегоріо Білліні                          | 1 вересня 1884                                   | 16 травня 1885                                   |                                                  |
| Алехандро Восс-і-Гіль                               | 16 травня 1885                                   | 6 січня 1887                                     |                                                  |
| Улісес Еро                                          | 6 січня 1887                                     | 27 лютого 1889                                   |                                                  |
| Мануель Марія Готьє                                 | 27 лютого 1889                                   | 30 квітня 1889                                   |                                                  |
| Улісес Еро                                          | 30 квітня 1889                                   | 26 липня 1899                                    |                                                  |
| Венцеслао Фігейрео                                  | 26 липня 1899                                    | 30 серпня 1899                                   |                                                  |
| Хуан Ісідро Хіменес                                 | 30 серпня 1899                                   | 2 травня 1902                                    |                                                  |
| Алехандро Восс-і-Гіль                               | 2 травня 1902                                    | 24 листопада 1903                                |                                                  |
| Карлос Феліпе Моралес                               | 24 листопада 1903                                | 12 січня 1906                                    |                                                  |
| Рамон Касерес                                       | 12 січня 1906                                    | 19 листопада 1911                                |                                                  |
| Еладіо Вікторія                                     | 19 листопада 1911                                | 30 листопада 1912                                |                                                  |
| Хуан Ісідро Хіменес                                 | 30 листопада 1912                                | 7 травня 1916                                    |                                                  |
| Рада державних секретарів                           | 7 травня 1916                                    | 31 липня 1916                                    |                                                  |
| Франсіско Енрікес-і-Карвахаль                       | 31 липня 1916                                    | 29 листопада 1916                                | Окупація Домініканської Республіки               |
| Президенти Домініканської Республіки (1922–1966)    |                                                  |                                                  |                                                  |
| Орасіо Васкес                                       | 12 липня 1924                                    | 3 березня 1930                                   |                                                  |
| Рафаель Естрелья Уренья                             | 3 березня 1930                                   | 16 серпня 1930                                   |                                                  |
| Рафаель Трухільйо                                   | 16 серпня 1930                                   | 16 серпня 1938                                   |                                                  |
| Хасінто Пейнадо                                     | 16 серпня 1938                                   | 7 березня 1940                                   |                                                  |
| Мануель Тронкосо де ла Конча                        | 7 березня 1940                                   | 18 травня 1942                                   |                                                  |
| Рафаель Трухільйо                                   | 7 березня 1940                                   | 16 серпня 1952                                   |                                                  |
| Ектор Трухільйо                                     | 16 серпня 1952                                   | 3 серпня 1960                                    |                                                  |
| Хоакін Балагер                                      | 3 серпня 1960                                    | 16 січня 1962                                    |                                                  |
| Рафаель Філіберто Боннельї                          | 16 січня 1962                                    | 27 лютого 1963                                   |                                                  |
| Хуан Бош                                            | 27 лютого 1963                                   | 25 вересня 1963                                  |                                                  |
| Тріумвірат                                          | 25 вересня 1963                                  | 25 квітня 1965                                   | З 29 вересня 1963 голова — Дональд Рейд Кабраль  |
| Франсіско Альберто Кааманьйо                        | 4 травня 1965                                    | 30 серпня 1965                                   | Відповідно до конституції                        |
| Антоніо Імберт Баррера                              | 7 травня 1965                                    | 30 серпня 1965                                   | Вторгнення США в Домініканську Республіку (1965) |
| Президенти Домініканської Республіки (з 1966)       |                                                  |                                                  |                                                  |
| Хоакін Балагер                                      | 1 липня 1966                                     | 16 серпня 1978                                   |                                                  |
| Антоніо Гусман Фернандес                            | 16 серпня 1978                                   | 4 липня 1982                                     |                                                  |
| Хакобо Махлута Асар                                 | 4 липня 1982                                     | 16 серпня 1982                                   |                                                  |
| Сальвадор Хорхе Бланко                              | 16 серпня 1982                                   | 16 серпня 1986                                   |                                                  |
| Хоакін Балагер                                      | 16 серпня 1986                                   | 16 серпня 1996                                   |                                                  |
| Леонель Фернандес Рейна                             | 16 серпня 1996                                   | 16 серпня 2000                                   |                                                  |
| Іполіто Мехіа                                       | 16 серпня 2000                                   | 16 серпня 2004                                   |                                                  |
| Леонель Фернандес Рейна                             | 16 серпня 2004                                   | 16 серпня 2012                                   |                                                  |
| Даніло Медіна                                       | 16 серпня 2012                                   | 16 серпня 2020                                   |                                                  |
| Луїс Абінадер                                       | 16 серпня 2020                                   |                                                  |                                                  |